# Paul-Löbe-Haus
El Paul-Löbe-Haus (abreviado como PLH) es un edificio multifuncional utilizado para albergar oficinas institucionales ubicado en Berlín, en el distrito gubernamental de Tiergarten, a poca distancia del Reichstag. Construido entre 1997 y 2001 y bautizado con el nombre del presidente del Reichstag Paul Löbe, es obra del arquitecto Stephan Braunfels.

## Descripción

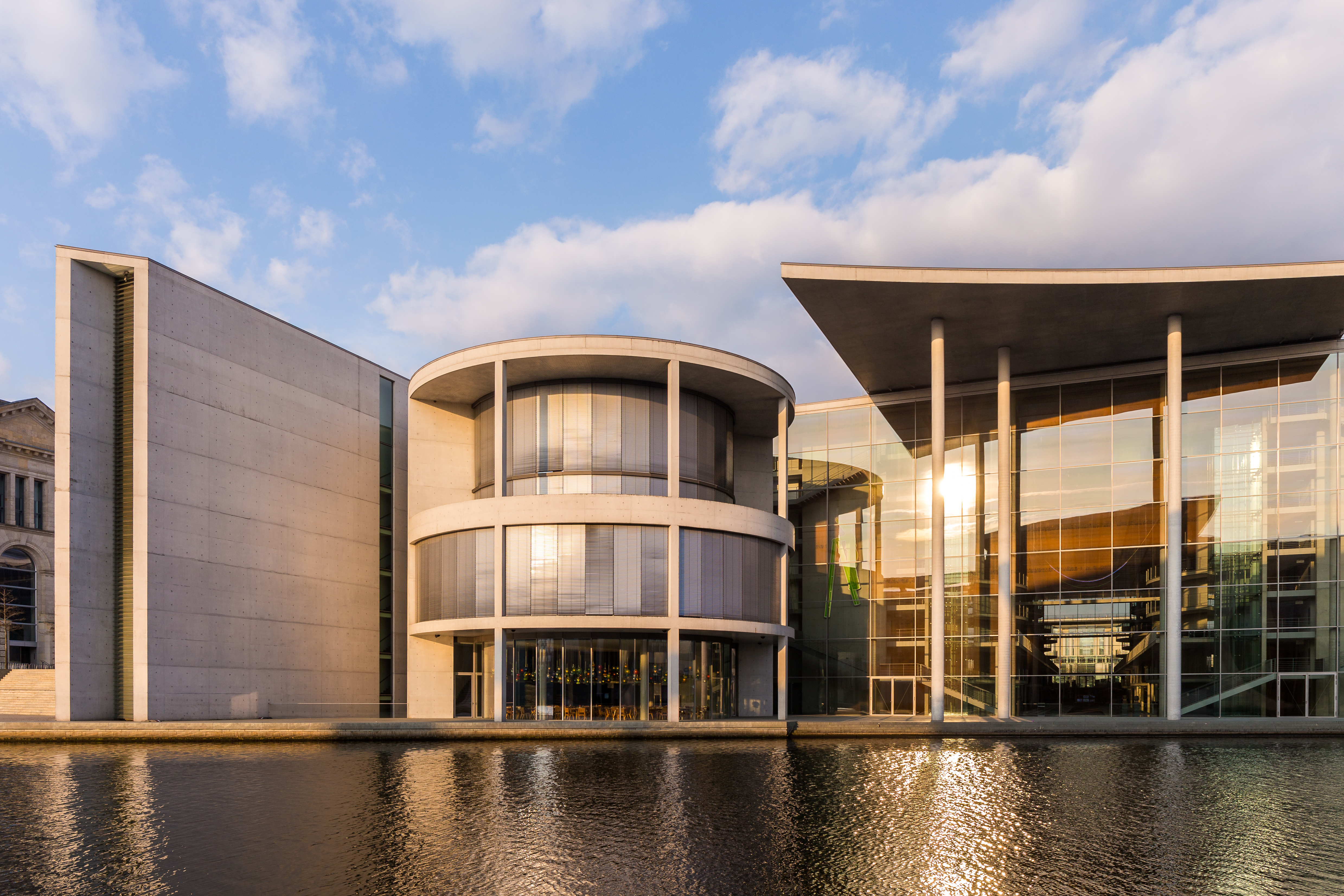
Fotografía del edificio

El edificio contiene 1700 cámaras y posee 61.000 m² de espacio utilizable. Es usado principalmente para llevar a cabo eventos que requieren la proximidad al edificio del Reichstag para facilitar los trabajos parlamentarios. En el interior hay 550 oficinas para 275 miembros del parlamento, 21 salas de reuniones para los comités y aproximadamente 450 oficinas de secretaría de los comités y un restaurante para parlamentarios, personal y visitantes. 
La primera piedra fue colocada el 28 de abril de 1997 por Rita Süssmuth, entonces presidenta del Bundestag; luego fue inaugurado en 2001. El 24 de julio de 2019 tuvo lugar en él la 109.ª sesión de la decimonovena legislatura del Bundestag, durante la cual Annegret Kramp-Karrenbauer prestó juramento como ministra de Defensa. La reunión tuvo lugar en el edificio puesto que la sala plenaria del Reichstag estaba en trabajo de restauración.